# Henry Lincoln
Pour les articles homonymes, voir Lincoln.
Henry Lincoln, né le 12 février 1930 à Londres et mort le 23 février 2022 à Limoux, est un scénariste, journaliste et écrivain britannique.
Écrivain et scénariste pour la BBC dans les années 1960, il est connu pour avoir écrit de nombreux livres d'histoires et des documentaires sur les mystères historiques, comme celui de Rennes-le-Château. Son livre L'Énigme sacrée a inspiré le best-seller de Dan Brown Da Vinci Code.

## Biographie

### Scénariste de fiction
De son vrai nom Henry Soskin, Henry Lincoln se forme à la Royal Academy of Dramatic Art en tant que comédien mais se tourne assez vite vers la carrière de scénariste pour la télévision, produisant plus de deux cents scénarios dramatiques dans les années 1960.
Il écrit ainsi pour des séries comme Les Champions et Chapeau melon et bottes de cuir. En 1967, il coécrit avec Mervyn Haisman trois épisodes de la série Doctor Who, dont The Abominable Snowmen et The Web of Fear à l'occasion desquels ils créent les Yétis et la Grande Intelligence. Néanmoins, ils entrent en désaccord avec la production à propos de coupes sur l'épisode The Dominators, qu'ils signent  sous le pseudonyme de « Norman Ashby ». Ils écrivent également un épisode de la série Emergency Ward 10, ainsi qu'un film d'horreur Curse of the Crimson Altar avant d'arrêter leur partenariat.

### Auteur de romans
Sa fascination pour l'Égypte (il a appris à lire les hiéroglyphes) l'a mené à une exploration des mystères historiques, des mythologies et des religions. En 1969, alors qu'il visite la ville de Rennes-le-Château, il est intrigué par le mystère du village et de son trésor caché. Après avoir lu Le Trésor maudit de Rennes-le-Château de Gérard de Sède, il entreprend ses propres recherches et commence à écrire plusieurs livres présentant ses théories sur les Templiers.
Cette passion le poussera à présenter plusieurs documentaires pour la BBC au sujet d'autres mystères, notamment The Man of the Iron Mask, Nostradamus et The Curse of Toutenkhamon. Il a aussi écrit The Holy Blood and the Holy Grail (publié en français sous le titre L'Énigme sacrée) et sa suite The Messianic Legacy (Le Message) avec Michael Baigent et Richard Leigh. De nombreuses idées issues de ses livres seront incluses telles quelles dans le roman de Dan Brown Da Vinci Code en 2003.

## Publications

### Coécrit avec Michael Baigent et Richard Leigh
- 1982 : L'Énigme sacrée (The Holy Blood and the Holy Grail)  (ISBN 0-09-968241-9))
- 1986 : Le Message (The Messianic Legacy, )
- 1997 : La Clé du mystère de Rennes-Le-Château (Key to the Sacred Pattern)